# Ligne de Copenhague à Malmö

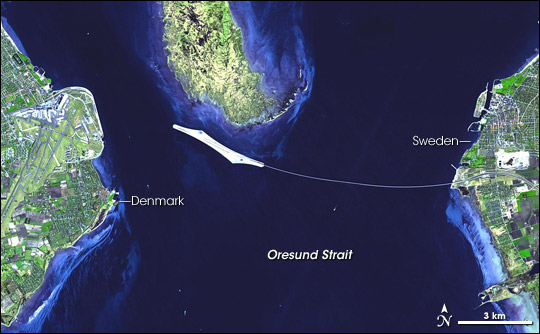
Vue satellitaire de la ligne Copenhague-Malmö (document de la NASA).

La ligne Copenhague-Malmö (en danois :  Øresundbanen et en suédois :  Öresundsbanan) est une ligne de chemin de fer qui relie Copenhague au Danemark à Malmö en Suède depuis 1995.

## Description
La ligne Copenhague-Malmö relie la gare centrale de Copenhague à la gare centrale de Malmö en traversant le bras de mer de l'Øresund qui sépare le Danemark de la Suède. La correspondance à la gare de Malmö permet l'interconnexion avec la gare centrale de Stockholm. La longueur de la ligne est de 38 kilomètres avec un système de double voie soit 76 kilomètres de voies ferrées au total.
En partant depuis la capitale danoise, la ligne traverse la communauté urbaine de Copenhague en direction du sud-est et dessert la station du métro de Copenhague d'Ørestad Station située à Tårnby sur la ligne M1 du métropolitain. Puis les trains s'arrêtent à la gare de l'aéroport de Copenhague et l'aéroport de Copenhague. La ligne s'engage ensuite dans un tunnel qui conduit jusqu'à l'île de Peberholm, puis sort de terre et accède au pont intercontinental d'Øresundsbron reliant les deux rives de ce bras de la mer du Nord qui coupe en deux la région de l'Øresund.
Depuis décembre 2010, la ligne Copenhague-Malmö s'engage sous le centre-ville de Malmö dans un tunnel ferroviaire dénommé le « Citytunneln » long de 6 kilomètres sur les 17 kilomètres de cette liaison entre la gare de Malmö et le pont d'Øresundsbron qui enjambe la mer du Nord jusqu'à l'île centrale de Peberholm, sur laquelle les voies ferrées empruntent le tunnel sous la mer jusqu'au Danemark.